# Kampioenschap van Vlaanderen 2014
Il Kampioenschap van Vlaanderen 2014, novantanovesima edizione della corsa, valido come evento dell'UCI Europe Tour 2014 categoria 1.1, si svolse il 19 settembre 2014 su un percorso di 192 km. Fu vinto dal francese Arnaud Démare, che terminò la gara in 4h12'25" alla media di 43,63 km/h.
Furono 127 i ciclisti che portarono a termine la gara.

## Squadre e corridori partecipanti
| N.      | Cod. | Squadra                      |
| ------- | ---- | ---------------------------- |
| 1-8     | LTB  | Lotto-Belisol                |
| 11-18   | GIA  | Team Giant-Shimano           |
| 21-28   | FDJ  | FDJ.fr                       |
| 31-38   | TCS  | Tinkoff-Saxo                 |
| 41-48   | TFR  | Trek Factory Racing          |
| 51-58   | GRS  | Garmin-Sharp                 |
| 61-68   | AND  | Androni Giocattoli-Venezuela |
| 71-78   | COF  | Cofidis, Solutions Credits   |
| 81-88   | TSV  | Topsport Vlaanderen-Baloise  |
| 91-98   | WGG  | Wanty-Groupe Gobert          |
| 101-108 | SKT  | An Post-Chainreaction        |

| N.      | Cod. | Squadra                       |
| ------- | ---- | ----------------------------- |
| 111-118 | RIJ  | Cyclingteam De Rijke-Shanks   |
| 121-128 | JTW  | Josan-ToWin Cycling Team      |
| 131-138 | VPC  | Riwal Platform Cycling Team   |
| 141-148 | TJO  | Team Joker                    |
| 151-158 | STG  | Team Stölting                 |
| 161-168 | MMM  | Team 3M                       |
| 171-178 | VGS  | Vastgoedservice-Golden Palace |
| 181-188 | VER  | Veranclassic-Doltcini         |
| 191-198 | WIL  | Vérandas Willems              |
| 201-208 | WBC  | Wallonie-Bruxelles            |

## Ordine d'arrivo (Top 10)

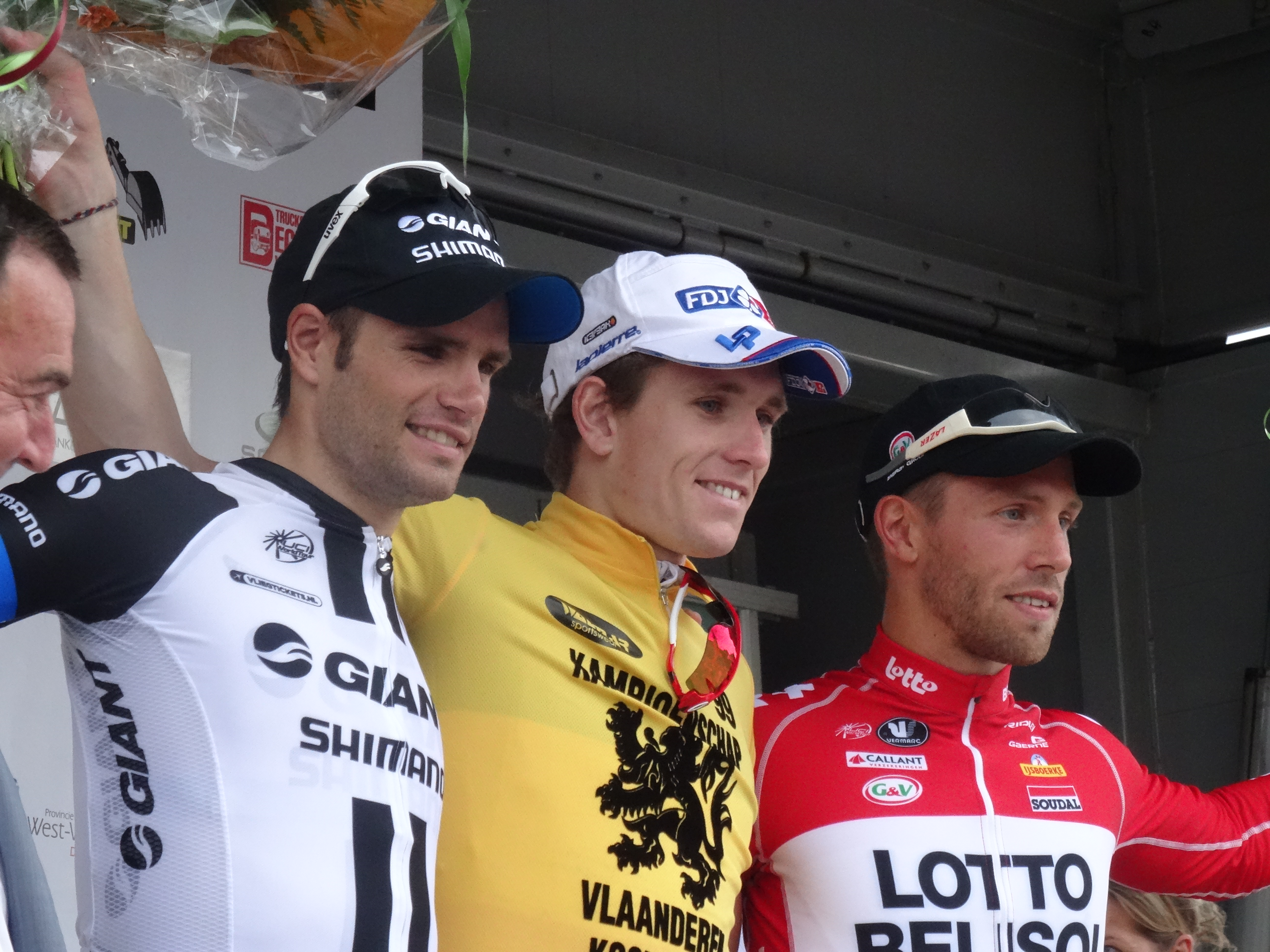
2014 : Luka Mezgec (2), Arnaud Démare (1) & Jonas Van Genechten (3).

| Pos. | Corridore           | Squadra       | Tempo    |
| ---- | ------------------- | ------------- | -------- |
| 1    | Arnaud Démare       | FDJ.fr        | 4h12'25" |
| 2    | Luka Mezgec         | Giant-Shimano | s.t.     |
| 3    | Jonas Vangenechten  | Lotto-Belisol | s.t.     |
| 4    | Michael Van Staeyen | Topsport      | s.t.     |
| 5    | Danny van Poppel    | Trek Factory  | s.t.     |
| 6    | Kenny van Hummel    | Androni       | s.t.     |
| 7    | Joeri Stallaert     | Veranclassic  | s.t.     |
| 8    | Adrien Petit        | Cofidis       | s.t.     |
| 9    | Yoeri Havik         | De Rijke      | s.t.     |
| 10   | Tom Van Asbroeck    | Topsport      | s.t.     |